# Tangara inornata
La tangara cenicienta o tángara ceniza (Tangara inornata) es una especie de ave paseriforme de la familia Thraupidae, perteneciente al  numeroso género Tangara. Es nativa del este de América Central y extremo noroeste de América del Sur.

## Distribución y hábitat
Se distribuye por la pendiente caribeña desde el noreste de Costa Rica hasta Panamá, y por ambas pendientes desde el centro de Panamá, hacia el sur por la pendiente del Pacífico del oeste de Colombia (hacia el sur hasta Valle del Cauca) y al norte de los Andes (al sur hasta Cauca).
Esta especie es considerada poco común en sus hábitats naturales: los bordes de bosques húmedos de tierras bajas y de estribaciones montañosas y clareras adyacentes, mayormente por debajo de los 1200 m de altitud.

## Sistemática

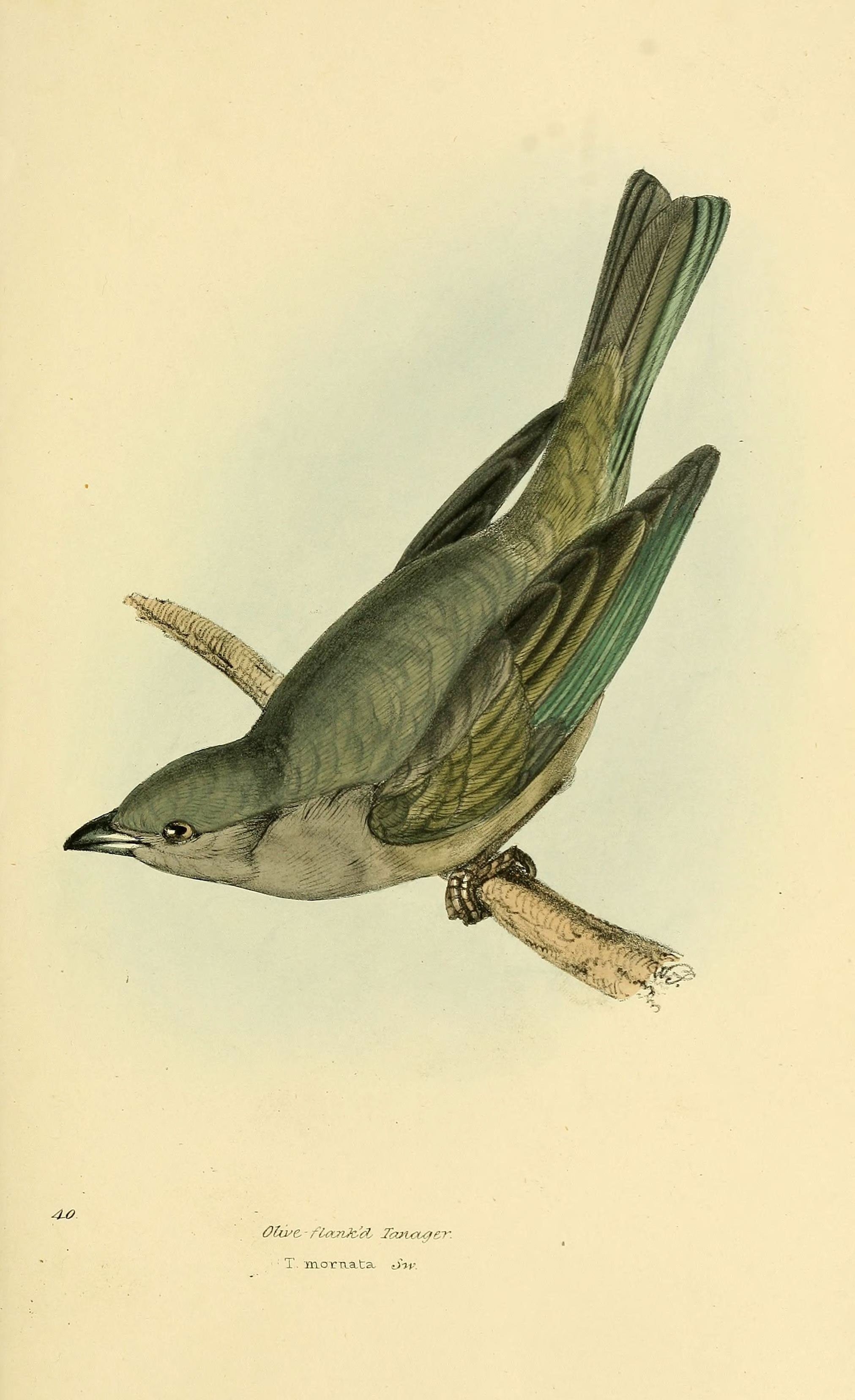
Tanagra inornata, ilustración de Swainson en A selection of the birds of Brazil and Mexico, 1841.

### Descripción original
La especie T. inornata fue descrita por primera vez por el ornitólogo británico John Gould en 1855 bajo el nombre científico Calliste inornata; su localidad tipo es: «Santa Fe de Bogotá, Colombia».

### Etimología
El nombre genérico femenino Tangara deriva de la palabra en el idioma tupí «tangará», que significa «bailarín» y era utilizado originalmente para designar una variedad de aves de colorido brillante; y el nombre de la especie «inornata» deriva del latín  «inornatus»: sin adornos.

### Taxonomía
Los amplios estudios filogenéticos recientes demuestran que la presente especie es hermana de Tangara mexicana.

### Subespecies
Según las clasificaciones del Congreso Ornitológico Internacional (IOC) y Clements Checklist/eBird v.2019 se reconocen tres subespecies, con su correspondiente distribución geográfica:
- Tangara inornata rava Wetmore, 1963 – tierras bajas caribeñas del sureste de Costa Rica y oeste de Panamá.
- Tangara inornata languens Bangs & Barbour, 1922 – este de Panamá al extremo noroeste de Colombia.
- Tangara inornata inornata (Gould), 1855 –  norte de Colombia (valles del río Sinú, bajo río Cauca y medio río Magdalena).